# Desa Sukagalih (administrativ by i Indonesien, lat -6,72, long 107,21)
Desa Sukagalih är en administrativ by i Indonesien.   Den ligger i provinsen Jawa Barat, i den västra delen av landet, 70 km sydost om huvudstaden Jakarta.